# Robert al III-lea de Loritello

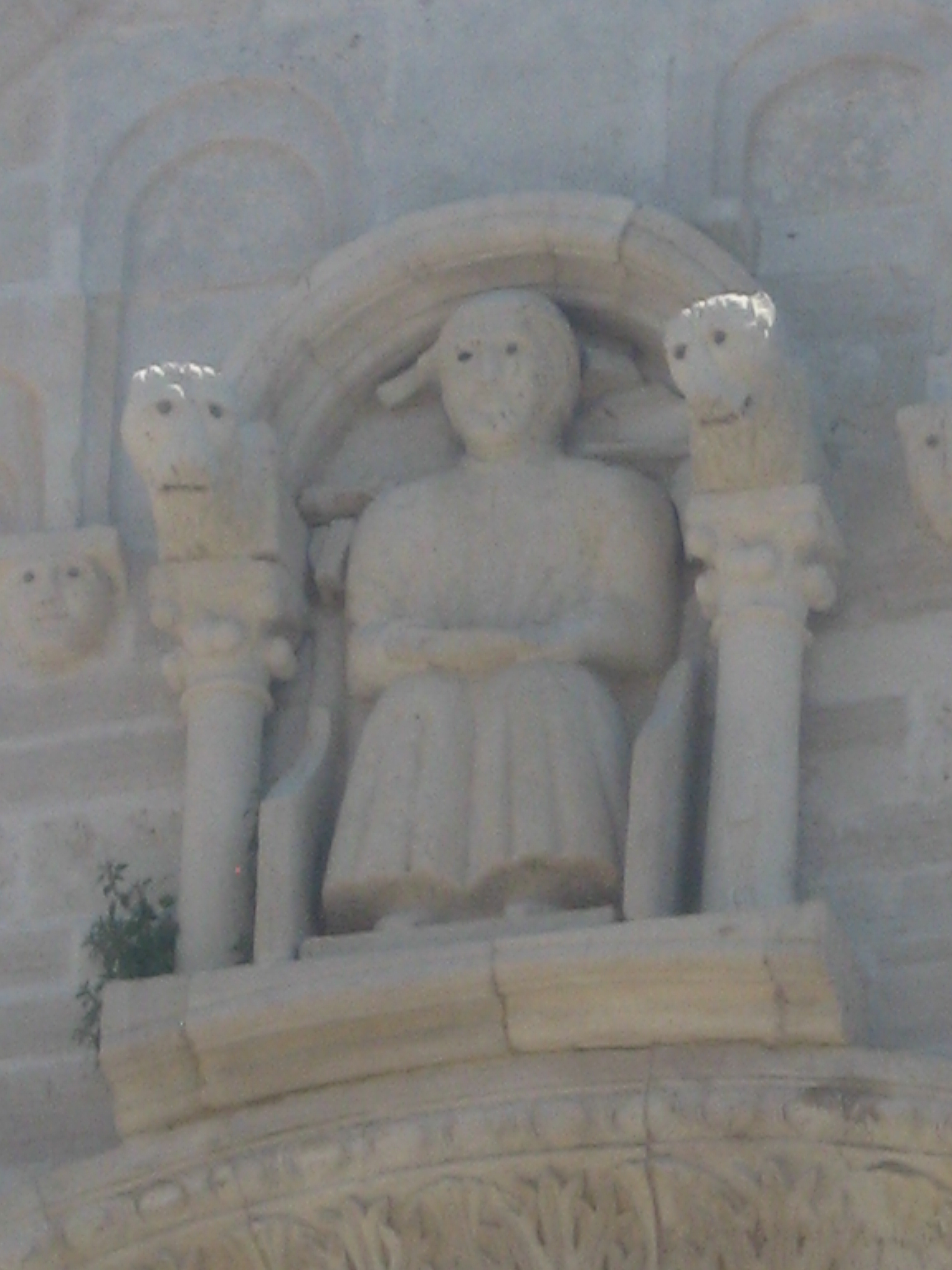
Statuie despre care se presupune că l-ar reprezenta pe Robert de Loritello.

Robert de Bassunvilla (Basunvilla, Bassonville) (d. 1182) a fost nobil normand din sudul Italiei, devenit conte de Conversano (din 1138) și de Loritello (din 1154, sub numele de Robert al III-lea). Familia sa își avea originea în Vassonville, în apropiere de Dieppe.
Robert era fiul lui Robert I de Bassunvilla, căruia i se conferise Conversano de către regele Roger al II-lea al Siciliei. Robert a moștenit posesiunea la moartea tatălui său. Ulterior, Roger al II-lea procedase la confiscarea comitatului de Loritello de la Guillaume, propria sa rudă. Pe patul său de moarte, el l-a rugat pe fiul său, Guillaume I "cel Rău" să îl numească pe Robert drept conte de Loritello. Cu toate acestea, imediat Robert a fost implicat într-o răscoală antiregală, deplasându-se mai întâi la curtea imperială a lui Frederic I Barbarossa, iar apoi la cea imperială bizantină a lui Manuel I Comnen. Se pare că el ar fi emis pretenții la tronul regal, în baza unui testament falsificat. El se bucura de sprijinul luiIoan Ducas atunci când a revenit pentru a conduce revolta din 1155–1156, însă generalul bizantin Mihail Paleologul a murit la Bari, iar regele Guillaume "cel Rău" a înfrânt trupele imperiale.
În conformitate cu tratatul de la Benevento din 1156, Papa Adrian al IV-lea i-a garantat lui Robert dreptul de a părăsi regatul nestingherit, însă răsculatul și-a reluat planurile asupra teritoriului diocezei de Penne. În 1157, el a fost încurajat în acțiunile sale rebele de către un nou emisar din partea împăratului bizantin Manuel I.  Acesta era Alexios Axouchos, fiul principalului sfătuitor al lui Manuel, Ioan Axouchos. Deși conetabilul său Richard de Mandra a fost capturat, el a evadat din mâinile armatei regale și a continuat să sfideze autoritatea lui Guillaume I. În 1161, el a cucerit o bună parte a teritoriului înspre sud. Guillaume a răspuns prin alungarea trupelor sale din Taranto și prin ruinarea aproape integrală a Salerno. În 1163, totuși, el a fost nevoit să se refugieze din nou pe lângă Frederic Barbarossa.
În 1167, el s-a numărat în rândurile armatei comandate de Rainald de Dassel în bătălia de la Monte Porzio din 29 mai, când o mare armată romană a fost înfrântă.
În 1169, Margareta de Navarra, regenta noului rege al Siciliei, Guillaume al II-lea "cel Bun" și văduvă a lui Guillaume I, și conciliul ei de sfătuitori l-a restaurat pe Robert în toate fostele sale posesiuni.